# Dwayne Collins
Pour les articles homonymes, voir Collins.
Dwayne Collins, né le 13 avril 1988 à Miami (Floride) et mort le 16 avril 2025, est un joueur américain de basket-ball. Il évolue au poste d'ailier fort.